# 고태진
고태진(1993년 9월 7일 ~ )은 대한민국의 배우이다.

## 학력
- 서울예술대학교

## 출연작

### 영화
- 《운봉》 (2021년) - 요한 역
- 《범죄해결 특수반》 (2020년) - 독 역
- 《갱》 (2020년) - 파이터 3 역

### 드라마
- 《봄이 오나 봄》 (MBC, 2019년)
- 《마의》 (MBC, 2012년)

### 연극
- 《로미오와 줄리엣》
- 《도토리》
- 《춘풍의처》
- 《눈오는밤》
- 《웰컴투동막골》